# 新井茂子
新井 茂子（あらい しげこ、1943年6月28日 - ）は、日本の元女優。夫は俳優の中田博久。
東京都千代田区麹町出身。東京都立九段高等学校卒業。テアトル・ド・ポッシュに所属していた。

## 来歴・人物
1958年、東映ニューフェイスの第5期に合格。合格当時の年齢が14歳であったことから、翌年、第6期として東映に入社。同期には千葉真一・亀石征一郎・太地喜和子・真山知子・茅島成美・都築克子らがいる。
1960年、映画『殴りつける十代』でデビュー。以後、『飛ばせ特急便 深夜の脱獄者』（1961年）、『殺人鬼の誘惑』（1963年）、『十七才のこの胸に』（1964年）など、主に現代劇に多数出演する。
その後、東映を離れてフリーとなり、テレビドラマを中心に活動する。
1970年の中田博久と結婚後も女優活動を続けていたが、1972年の出産を機に芸能界を引退した。

## 出演作品

### 映画
- 殴りつける十代 （1960年）
- 浪曲国定忠治 血煙り信州路（1960年）
- 花と嵐とギャング（1961年）
- 警視庁物語 シリーズ
  - 十五才の女 （1961年）
  - 19号埋立地 （1962年）
  - 十代の足どり（1963年）
- 飛ばせ特急便 深夜の脱獄者（1961年）
- 特ダネ三十時間 危険な恋人（1961年）
- 赤いネオンに霧が降る（1961年）
- 安寿と厨子王丸 （1961年）[4]
- ファンキーハットの快男児 （1961年） - ルメ
- 銀座の旅笠 （1961年）
- 湖畔の人（1961年）
- あの空の果てに星はまたゝく （1962年）
- ひばりの母恋ギター（1962年）
- 変幻紫頭巾（1963年）
- 柳生武芸帳 片目の十兵衛（1963年）
- 特別機動捜査隊 東京駅に張り込め（1963年）
- 江戸忍法帖 七つの影 （1963年）
- 殺人鬼の誘惑 （1963年） - 小林和江
- 白い熱球 （1963年）
- 赤いダイヤ （1964年）
- 君たちがいて僕がいた （1964年）
- 十七才のこの胸に（1964年）
- 可愛いあの娘 （1965年）
- おんな番外地 鎖の牝犬 （1965年）
- 任侠男一匹 （1965年）
- “人妻より”夜の掟（1969年）

### テレビドラマ
- 白馬童子 （1960年）
- JNR公安36号 第6話「暴力への反抗」（1962年）
- ミステリーベスト21 第16回「白と黒」（1962年） - 根津由起子
- 幻のタンゴ（1963年）
- 日本映画名作ドラマ 第1回「お嬢さんカンパイ!」（1963年）
- 鉄道公安36号 第10話「心のポイント」（1963年）
- 若者たち 第33話「さよなら」（1966年） - 木崎侑子（黄侑花）
- アタック拳 （1966年） - 由利子
- 三匹の侍
  - 第4シリーズ 第22話「流転逆手斬り」（1967年） - 信乃姫
  - 第5シリーズ 第15話「どぶねずみ」（1968年） - ゆき
  - 新三匹の侍 第12話「訣れの鐘が鳴っている」（1970年） - お絹
- 特別機動捜査隊
  - 第33話「ボス」（1962年）
  - 第138話「献身」（1964年）
  - 第188話「とうきょう赤坂」（1965年）
  - 第190話「女ごころ」（1965年）
  - 第229話「枯れた春」（1966年）
  - 第287話「夕陽の町」（1967年） - 純子
  - 第341話「夕映えの中に」（1968年） - 和江
  - 第382話「砂に十字架を!」（1969年）
  - 第403話「蛇と香水」（1969年）
  - 第413話「麻薬」（1969年） - ルミ
  - 第446話「お米のブルース」（1970年） - はま子
  - 第459話「裸の狂宴」（1970年） - 阿里沙
  - 第492話「ちぎれた愛」（1971年） - 小春
  - 第495話「ネオン新宿なみだ雨」（1971年） - 和子
  - 第508話「狂った夏」（1971年） - 昌子
- ザ・ガードマン
  - 第108話「ガードマン本部奇襲作戦」（1967年）
  - 第152話「愛と憎しみの弾丸」（1968年）
  - 第162話「一億円交響楽」（1968年）
  - 第219話「魔の13日金曜の連続殺人」（1969年） -トダサキ
  - 第222話「怪談・吸血鬼」（1969年）-アケミ
  - 第226話「替玉旅行は殺人がいっぱい」（1969年）
  - 第241話「生まれたわが子はお化けの赤ちゃん」（1969年）
  - 第245話「何が幽霊屋敷に起こったか」（1969年）
  - 第262話「ダービーで大もうけする方法」（1970年）
  - 第266話「団地・マイホーム殺人」（1970年）
  - 第280話「怪談・幽霊団地の吸血鬼」（1970年）
  - 第291話「バクチで稼ごう! 団地奥さん」（1970年）
  - 第316話「うるさい奥さんをうまく殺す方法」（1971年）
  - 第329話「怪談・氷の中のヌード美人」（1971年）
  - 第342話「教育ママの狂った大競争」(1971年)
- 風 第6話「小判を買う男」（1967年）
- ウルトラセブン 第40話「セブン暗殺計画（後編）」（1968年） - 夏彩子
- ライオン奥様劇場 / 女の背信（1968年） - 主演・綾子
- キイハンター
  - 第77話「人喰い人間現わる」（1969年）
  - 第97話「殺人美容法」（1970年）
- 素浪人 花山大吉
  - 第19話「お茶はお茶でも無茶だった」（1969年） - お照
  - 第54話「初恋の味は苦かった」（1970年） - おちか
  - 第67話「伜にゃ過ぎた母だった」（1970年） - おふみ
  - 第79話「痴漢に間違われてバカをみた」（1970年）
- 東京バイパス指令 第41話「殺人海流」（1969年）
- プレイガール 第30話「恐怖のハネムーン」（1969年）
- 火曜日の女シリーズ / 逃亡者 -この街のどこかで-（1970年、大映テレビ室 / 日本テレビ）
- ゴールドアイ 第16話「破壊工作員"山猫"」（1970年）
- 銭形平次 第253話「三度笠の男」（1971年） - お栄
- 仮面ライダー 第10話「よみがえるコブラ男」（1971年） - 綾小路律子
- 恐怖劇場アンバランス 第5話「死骸を呼ぶ女」（1973年） - マリコ

### 演劇
- 金色夜叉（1972年）